# Journey
Journey je američki hard rock sastav iz San Francisca. Osnovali su ga 1973. godine bivši članovi sastava Santana. Journey su najveću popularnost doživjeli krajem 1970-ih i početkom 1980-ih hitovima poput "Don't Stop Believin'", "Open Arms" i "Who's Crying Now", a u tom su razdoblju imali sedam platinastih albuma uzastopce. Ukupno su u svijetu prodali 75 milijuna albuma.
Sastav je prestao s djelovanjem 1987. i ponovo se okupio 1995. te djeluje i danas.

## Članovi sastava
Journey su od osnutka promijenili pet pjevača:
- Gregg Rolie (1973. – 1977.)
- Robert Fleischman (1977.)
- Steve Perry (1977. – 1998.)
- Steve Augeri (1998. – 2006.)
- Jeff Scott Soto (2006. – 2007.)

Trenutačni glavni vokal je Filipinac Arnel Pineda, koji je postao članom 2007. nakon što je gitarist sastava Neal Schon pronašao njegov video na YouTubeu.

### Trenutačna postava
- Arnel Pineda (pjevač, 2007.-danas)
- Neal Schon (gitara, 1973.-danas)
- Ross Valory (bas-gitara, 1973. – 1985., 1995.-danas)
- Jonathan Cain (klavijatura, 1980.-danas)
- Deen Castronovo (bubnjevi, 1998.-danas)

## Diskografija
- Journey (1975.)
- Look Into the Future (1976.)
- Next (1977.)
- Infinity (1978.)
- Evolution (1979.)
- In the Beginning (1980.) (kompilacija)
- Departure (1980.)
- Dream After Dream (1980.) (soundtrack)
- Captured - Live (1981.)
- Escape (1981.)
- Frontiers (1983.)
- Raised on Radio (1986.)
- Greatest Hits (1988.)
- Wheel in the Sky - Best (1991.)
- Time 3 (1992.) (Box-Set)
- Trial by Fire (1996.)
- Greatest Hits - Live (1998.)
- Arrival (2001.)
- Essential Journey (2001.) (kompilacija)
- Red 13 (EP) (2002.)
- Generations (2005.)
- Revelation (2008.)
- Eclipse (2011.)
- Freedom (2022.)

## Vanjske poveznice
- Službena stranica (engl.)